# 1963年火车大劫案
1963年火车大劫案是指1963年8月8日早间时分，一伙歹徒在西海岸主線位於英格兰白金汉郡內的一個铁路桥处抢劫了皇家郵政鐵路列车，共劫掠260万英镑。团伙中包括朗尼·畢格斯在內的绝大部分人之后被逮捕并定罪。抢劫团伙的主谋们被判处30年监禁。